# نرم‌دم راه‌راه
نرم‌دم راه‌راه (نام علمی: Thripophaga macroura)، یک گونۀ گونه آسیب‌پذیر از پرندگان در زیر خانواده Furnariinae از خانواده تنورمرغان (Furnariidae) و بومی شرق برزیل است.